# هیثمانت، ویکتوریا
هیثمانت (انگلیسی: Heathmont, Victoria) منطقه‌ای مسکونی در حومهٔ ملبورن واقع در استان ویکتوریا استرالیاست که در ۲۴ کیلومتری شرق مرکز شهر ملبورن واقع شده‌است. مطابق آمار سال ۲۰۲۱ میلادی، ۹٬۹۳۳ نفر جمعیت دارد.